# Barrantes de Flores
Barrantes es un distrito del cantón de Flores, en la provincia de Heredia, de Costa Rica.

## Toponimia
Llamado así en honor a don Lorenzo Barrantes, quién en 1845 fue nombrado alcalde del Cuartel de San Joaquín, cómo se llamaba al cantón de Flores cuando aún pertenecía al cantón de Heredia.

## Geografía
Barrantes cuenta con un área de 2,14 km² y una altitud media de 1180 m s. n. m.

## Demografía
Para el año 2022, Barrantes cuenta con una población estimada de 5382 habitantes, y para el último censo efectuado, en 2011, Barrantes contaba con una población de 4091 habitantes.

## Localidades
- Cabecera: San Lorenzo
- Barrios: Barrantes, Ugalde.

## Transporte

### Carreteras
Al distrito lo atraviesan las siguientes rutas nacionales de carretera:
- Ruta nacional 119
- Ruta nacional 123